# Saison 2013 de l'équipe cycliste Rabo Women
La Saison 2013 de l'équipe Rabo Women est la neuvième de la formation. L'effectif évolue peu : Lucinda Brand, Megan Guarnier, et Katarzyna Niewiadoma, ainsi que la spécialiste du VTT Jolanda Neff rejoignent l'équipe tandis que Tatiana Antoshina et Lauren Kitchen la quittent. Sarah Düster prend sa retraite.
Marianne Vos domine la saison cycliste. Après avoir remporté le titre de championne du monde de cyclo-cross, elle gagne cinq des huit épreuves de la Coupe du monde et de fait son classement général. Elle a moins de succès que l'année précédente au Tour d'Italie et doit s'y contenter d'une sixième place. Elle remporte le titre de championne du monde sur route en fin de saison. L'équipe se distingue également en VTT, où Jolanda Neff gagne le championnat du monde de VTT espoirs et son titre national dans la même catégorie. Pauline Ferrand-Prévot devient également championne nationale en VTT espoirs, ainsi que championne de France du contre-la-montre.
L'équipe conclut la saison à la première place mondiale, tandis que Marianne Vos est deuxième au classement individuel, devancée de peu par Emma Johansson.

## Préparation de la saison

### Partenaires et matériel de l'équipe
Le partenaire principal de l'équipe est la banque néerlandaise Rabobank.

### Arrivées et départs
L'effectif évolue peu : Lucinda Brand, Megan Guarnier, et Katarzyna Niewiadoma, ainsi que la spécialiste du VTT Jolanda Neff rejoignent l'équipe tandis que Tatiana Antoshina et Lauren Kitchen la quittent. Sarah Düster prend sa retraite.
| Arrivées             | Équipe 2012          |
| -------------------- | -------------------- |
| Lucinda Brand        | AA Drink-Leontien.nl |
| Megan Guarnier       | Tibco-To the Top     |
| Jolanda Neff         | Néo-professionnelle  |
| Katarzyna Niewiadoma | Néo-professionnelle  |

| Départs           | Équipe 2013         |
| ----------------- | ------------------- |
| Tatiana Antoshina | MCipollini Giordana |
| Sarah Düster      | retraite            |
| Lauren Kitchen    | Wiggle Honda        |

## Effectif et encadrement

### Effectif
| Effectif 2013          | Effectif 2013     | Effectif 2013 | Effectif 2013                          |
| Cycliste               | Date de naissance | Pays          | Équipe précédente                      |
| ---------------------- | ----------------- | ------------- | -------------------------------------- |
| Lucinda Brand          | 2 juillet 1989    | Pays-Bas      | AA Drink-Leontien.nl (2012)            |
| Thalita de Jong        | 6 novembre 1993   | Pays-Bas      |                                        |
| Liesbet De Vocht       | 5 janvier 1979    | Belgique      | Topsport Vlaanderen 2012-Ridley (2011) |
| Pauline Ferrand-Prévot | 10 février 1992   | France        |                                        |
| Megan Guarnier         | 4 mai 1985        | États-Unis    | Tibco-To the Top (2012)                |
| Roxane Knetemann       | 1 avril 1987      | Pays-Bas      | Skil-Argos (2011)                      |
| Jolanda Neff           | 5 janvier 1993    | Suisse        | Wheeler-IXS (2012)                     |
| Iris Slappendel        | 18 février 1985   | Pays-Bas      | Garmin-Cervélo (2011)                  |
| Sabrina Stultiens      | 8 juillet 1993    | Pays-Bas      | Jan van Arckel (2012)                  |
| Rebecca Talen          | 27 octobre 1993   | Pays-Bas      |                                        |
| Sanne van Paassen      | 27 octobre 1988   | Pays-Bas      | Jan van Arckel (2012)                  |
| Annemiek van Vleuten   | 8 octobre 1982    | Pays-Bas      | Vrienden van het Platteland (2008)     |
| Marianne Vos           | 13 mai 1987       | Pays-Bas      |                                        |
|                        |                   |               |                                        |
| Source : UCI           |                   |               |                                        |

### Encadrement
Koos Moerenhout est le directeur de l'équipe. Siek De Haan et Arthur van Dongen sont les gérants de l'équipe. Ruud Verhagen est directeur sportif adjoint, Harold Knebel est le représentant de l'équipe auprès de l'UCI.

## Déroulement de la saison
Durant l'hiver, Sanne van Paassen remporte la manche de Coupe du monde de cyclo-cross de Tabor.Marianne Vos reprend sa saison dans la discipline plus tard et gagne les trois dernières manches de la Coupe du monde. Elle s'impose aussi à Hamme-Zogge dans le cadre du Superprestige. Elle enchaîne avec une cinquième victoire de rang sur les championnats du monde.
La première victoire de la saison est acquise sur le Drentse 8 van Dwingeloo par Marianne Vos au sprint devant Giorgia Bronzini. Deux jours plus tard, sur le Tour de Drenthe, c'est Ellen van Dijk qui fait les frais de la pointe de vitesse de Marianne Vos. Elle connait moins de succès sur le Trofeo Alfredo Binda, où elle doit se contenter d'une sixième place. Le Tour des Flandres manque encore à son palmarès. Elle comble cette lacune en devançant au sprint Ellen van Dijk, Emma Johansson et Elisa Longo Borghini. Elle remporte ensuite la Flèche wallonne pour la cinquième fois. Comme l'année précédente, l'équipe domine le Festival Luxembourgeois du cyclisme féminin Elsy Jacobs avec deux victoires d'étapes pour Annemiek van Vleuten. Sur le 7-Dorpenomloop Aalburg, Marianne Vos devance Liesbet de Vocht. La Néerlandaise gagne encore à Durango devant Emma Johansson la semaine suivante. Toutefois sur l'Emakumeen Euskal Bira qui suit c'est la Suédoise qui prend le dessus, ne laissant que la première étape à Marianne Vos.
Sur les championnats nationaux, Pauline-Ferrand Prévot gagne le contre-la-montre. Liesbet de Vocht réalise le doublet course en ligne et contre-la-montre. Enfin, Lucinda Brand décroche le maillot de championne des Pays-Bas. Sur le Tour d'Italie, Marianne Vos remporte trois étapes, mais ne peut rivaliser dans les montagnes avec Mara Abbott qui fait la différence sur les pentes du Stelvio. La Néerlandaise est sixième du classement général.
Sur la course en ligne de l'Open de Suède Vårgårda, après plusieurs échappées, Roxane Knetemann attaque et est suivie par Loes Gunnewijk. Les deux coureuses ont jusqu'à une minute trente d'avance. Après s'être faites rejointes, dix coureuses sont à l'avant de la course. Dans l'avant-dernier tour, Marianne Vos contre une attaque de Loes Gunnewijk dans la côte, ce qui permet d'éliminer Giorgia Bronzini : la plus rapide en cas de sprint. Six coureuses sont à l'avant dont Marianne Vos. Dans le dernier tour, elle est victime d'une crevaison. Une réparation rapide et un comportement fair-play de ses concurrentes lui permettent de revenir sur le groupe. Après des attaques de Stevens et d'Emma Johansson attaque à son tour, la victoire se joue au sprint. Marianne Vos gagne et est ainsi assurée de remporter la Coupe du monde. Au Trophée d'Or, l'équipe domine l'épreuve. Annemiek van Vleuten gagne la dernière étape. Marianne Vos en remporte trois en plus du classement général. Enfin, Lucinda Brand est troisième du classement final.
Marianne Vos réitère sa victoire de l'année précédente au Grand Prix de Plouay en attaquant dans la dernière ascension. Elle participe ensuite au Tour de Toscane en vue des championnats du monde. Elle s'adjuge trois des quatre étapes avant de se retirer de la course pour protester contre le manque de sécurité sur l'épreuve. Aux championnats du monde sur route, Marianne Vos survole l'épreuve bien aidée par Anna van der Breggen.
Comme l'année précédente, la formation Rabo Liv Women et Marianne Vos remportent respectivement les classements par équipes et individuel de la Coupe du monde. Par contre, au classement UCI, l'équipe Orica-AIS devance la Rabo Liv Women pour seulement 50 points. Sa leader, Emma Johansson, prend également la première place mondiale à Marianne Vos pour 90 points.

## Bilan de la saison

### Victoires

#### Sur route
| Date         | Course                                       | Pays       | Classe | Vainqueur              |
| ------------ | -------------------------------------------- | ---------- | ------ | ---------------------- |
| 7 mars       | Drentse 8 van Dwingeloo                      | Pays-Bas   | 1.2    | Marianne Vos           |
| 9 mars       | Tour de Drenthe                              | Pays-Bas   | CDM    | Marianne Vos           |
| 31 mars      | Tour des Flandres                            | Belgique   | CDM    | Marianne Vos           |
| 17 avril     | Flèche wallonne                              | Belgique   | CDM    | Marianne Vos           |
| 26 avril     | Prologue du Grand Prix Elsy Jacobs           | Luxembourg | 2.1    | Annemiek van Vleuten   |
| 28 avril     | 2e étape du Grand Prix Elsy Jacobs           | Luxembourg | 2.1    | Marianne Vos           |
| 28 avril     | Classement général du Grand Prix Elsy Jacobs | Luxembourg | 2.1    | Marianne Vos           |
| 25 mai       | 7-Dorpenomloop van Aalburg                   | Pays-Bas   | 1.2    | Marianne Vos           |
| 4 juin       | Durango-Durango Emakumeen Saria              | Espagne    | 1.2    | Marianne Vos           |
| 6 juin       | 1re étape de la Emakumeen Bira               | Espagne    | 2.1    | Marianne Vos           |
| 20 juin      | Championnats de France contre-la-montre      | France     | CN     | Pauline Ferrand-Prévot |
| 22 juin      | Championnats des Pays-Bas sur route          | Pays-Bas   | CN     | Lucinda Brand          |
| 23 juin      | Championnats de Belgique sur route           | Belgique   | CN     | Liesbet De Vocht       |
| 2 juillet    | 3e étape du Tour d'Italie                    | Italie     | 2.1    | Marianne Vos           |
| 3 juillet    | 4e étape du Tour d'Italie                    | Italie     | 2.1    | Marianne Vos           |
| 6 juillet    | 7e étape du Tour d'Italie                    | Italie     | 2.1    | Marianne Vos           |
| 17 juillet   | 3e étape du Tour de Thuringe                 | Allemagne  | 2.1    | Annemiek van Vleuten   |
| 11 août      | Championnats de Belgique contre-la-montre    | Belgique   | CN     | Liesbet De Vocht       |
| 18 août      | Open de Suède Vårgårda                       | Suède      | CDM    | Marianne Vos           |
| 24 août      | 1re étape du Trophée d'Or                    | France     | 2.2    | Marianne Vos           |
| 25 août      | 2e étape du Trophée d'Or                     | France     | 2.2    | Marianne Vos           |
| 26 août      | 4e étape du Trophée d'Or                     | France     | 2.2    | Marianne Vos           |
| 28 août      | 6e étape du Trophée d'Or                     | France     | 2.2    | Marianne Vos           |
| 28 août      | Trophée d'Or                                 | France     | 2.2    | Marianne Vos           |
| 31 août      | Grand Prix de Plouay                         | France     | CDM    | Marianne Vos           |
| 11 septembre | Prologue du Tour de Toscane                  | Italie     | 2.HC   | Marianne Vos           |
| 13 septembre | 2e étape du Tour de Toscane                  | Italie     | 2.HC   | Marianne Vos           |
| 14 septembre | 3e étape du Tour de Toscane                  | Italie     | 2.HC   | Marianne Vos           |
| 28 septembre | Championnats du monde sur route              | Italie     | CM     | Marianne Vos           |

#### En cyclo-cross
| Date        | Course                                   | Pays       | Classe | Vainqueur              |
| ----------- | ---------------------------------------- | ---------- | ------ | ---------------------- |
| 1er janvier | Pétange                                  | Luxembourg | C2     | Marianne Vos           |
| 3 janvier   | Surhuisterveen                           | Pays-Bas   | C2     | Marianne Vos           |
| 6 janvier   | Rome                                     | Italie     | CDM    | Marianne Vos           |
| 13 janvier  | Championnats des Pays-Bas de cyclo-cross | Pays-Bas   | CN     | Marianne Vos           |
| 19 janvier  | Rucphen                                  | Pays-Bas   | C2     | Marianne Vos           |
| 20 janvier  | Hoogerheide                              | Belgique   | CDM    | Marianne Vos           |
| 2 février   | Championnats du monde de cyclo-cross     | Belgique   | CM     | Marianne Vos           |
| 9 février   | Lille                                    | Belgique   | C1     | Marianne Vos           |
| 17 février  | Heerlen                                  | Pays-Bas   | C1     | Marianne Vos           |
| 12 novembre | Bois le Duc                              | Pays-Bas   | C2     | Marianne Vos           |
| 20 novembre | Fauquemont                               | Pays-Bas   | CDM    | Marianne Vos           |
| 22 novembre | Woerden                                  | Pays-Bas   | C2     | Marianne Vos           |
| 20 décembre | Flamanville                              | France     | C2     | Pauline Ferrand-Prévot |

#### En VTT
| Date       | Course                                | Pays           | Classe | Vainqueur              |
| ---------- | ------------------------------------- | -------------- | ------ | ---------------------- |
| 1er mars   | Afxentia                              | Chypre         | SHC    | Marianne Vos           |
| 1er avril  | Nieuwkuijk                            | Pays-Bas       | C2     | Marianne Vos           |
| 14 avril   | Norg                                  | Pays-Bas       | C2     | Marianne Vos           |
| 4 mai      | Saint-Pompon                          | France         | C1     | Pauline Ferrand-Prévot |
| 5 juillet  | Championnats de Suisse de VTT espoirs | Suisse         | CN     | Jolanda Neff           |
| 14 juillet | Championnats de France de VTT espoirs | France         | CN     | Pauline Ferrand-Prévot |
| 30 août    | Championnats du monde de VTT espoirs  | Afrique du Sud | CM     | Jolanda Neff           |

### Résultats sur les courses majeures

#### Coupe du monde
| Date     | # | Course                                   | Meilleure classée | Classement |
| -------- | - | ---------------------------------------- | ----------------- | ---------- |
| 9 mars   | 1 | Tour de Drenthe                          | Marianne Vos      | Vainqueur  |
| 24 mars  | 2 | Trofeo Alfredo Binda-Comune di Cittiglio | Marianne Vos      | 6e         |
| 31 mars  | 3 | Tour des Flandres                        | Marianne Vos      | Vainqueur  |
| 17 avril | 4 | Flèche wallonne                          | Marianne Vos      | Vainqueur  |
| 12 mai   | 5 | Tour de l'île de Chongming               | -                 | -          |
| 16 août  | 6 | Open de Suède Vårgårda TTT               | Rabo Women        | 2e         |
| 18 août  | 7 | Open de Suède Vårgårda                   | Marianne Vos      | Vainqueur  |
| 31 août  | 8 | Grand Prix de Plouay-Bretagne            | Marianne Vos      | Vainqueur  |

La formation Rabo Liv Women est première du classement par équipes. Marianne Vos est troisième du classement individuel, Anna van der Breggen quatrième et Pauline Ferrand-Prévot sixième.

#### Grand tour
| Grand tour            | Tour d'Italie                               |
| --------------------- | ------------------------------------------- |
| Coureuse (classement) | Marianne Vos (6e)                           |
| Accessits             | 3 victoires d'étapes, classement par points |

## Classement UCI
| Rang | Coureur                | Points  |
| ---- | ---------------------- | ------- |
| 2    | Marianne Vos           | 1296,75 |
| 15   | Annemiek van Vleuten   | 311,25  |
| 26   | Lucinda Brand          | 203,75  |
| 37   | Pauline Ferrand-Prévot | 137     |
| 52   | Megan Guarnier         | 103,5   |
| 53   | Liesbet De Vocht       | 102,5   |
| 61   | Thalita de Jong        | 82,75   |
| 71   | Roxane Knetemann       | 72      |
| 76   | Iris Slappendel        | 65,5    |
| 175  | Sanne van Paassen      | 16      |
| 302  | Sabrina Stultiens      | 6       |

Rabo Liv Women est première au classement par équipes mondial.